# Панфёров, Виктор Михайлович
Виктор Михайлович Панфёров (27 января 1916, Ярославль, Российская империя — 16 октября 1997, Москва, Россия) — советский учёный в области механики.

## Биография
Окончил механико-математический факультет МГУ им. М. В. Ломоносова (1941), с отличием.
С 1941 по 1944 год работал в ОКБ инженером. Кандидат физико-математических наук (1946). Доктор физико-математических наук (1949), тема диссертации «Общие методы решения задач пластичности». Профессор кафедры теории упругости механико-математического факультета МГУ им. М. В. Ломоносова (1950).
24 мая 1947 года возглавил (в то время кандидат физико-математических наук, доцент) созданный научно-исследовательский отдел прочности НИИ-88 (ЦНИИМаш). Научным руководителем отдела был назначен член-корреспондент АН СССР, профессор А. А. Ильюшин.
С 1959 года работал в Институте механики МГУ, заведующий отделом прочности (1960), заведующий лабораторией прочности и ползучести при высоких температурах (1963), в последние годы жизни — главный научный сотрудник.
Похоронен на Перловском кладбище в Москве.

## Научные интересы
Вёл исследования в области механики деформации и разрушения материалов. Участвовал в работах по созданию ракетной техники. Предложил оптимально-напряженный свод для мартеновской печи, увеличивающий срок работы в 1,5—2 раза. Разработанный с его участием купол воздуханагревателя реализован в доменной печи в Кривом Роге.
Вошёл в Первоначальный состав Национального комитета СССР по теоретической и прикладной механике (1956)
Подготовил 25 кандидатов и 3 докторов наук.

## Отзывы современников
Виктор Михайлович каждый раз подчёркивал, что научным работником в области механики можно стать, только проработав не менее пяти лет после окончания университета. Человек со сложным характером, с богатым опытом работы в научных учреждениях. Ходили слухи, что <...> его «ушли» с занимаемой должности по настоянию самого Сергея Павловича Королёва

## Награды
- Премия президиума всесоюзного научного инженерно-технического общества строителей СССР имени академика Б. Галёркина за лучшую работу по строительной механике  (1950)
- Ордена Трудового Красного Знамени (1956,1957)
- Орден «Знак Почёта» (1976)
- медаль «За доблестный труд в Великой Отечественной войне 1941—1945 гг.»
- медаль «За оборону Москвы»
- медаль «Ветеран труда»